# Heteronympha gelanor
Heteronympha gelanor är en fjärilsart som beskrevs av Jean Baptiste Godart 1823. Heteronympha gelanor ingår i släktet Heteronympha och familjen praktfjärilar. Inga underarter finns listade i Catalogue of Life.